# روبيرت إيشازيجي
روبيرت إيشازيجي (بالمجرية: Róbert Isaszegi) (مواليد 2 مايو 1965) هو ملاكم مجري، مثّل بلاده في الألعاب الأولمبية الصيفية 1988 وحقق الميدالية البرونزية في فئة وزن الذبابة.

## روابط خارجية
روبيرت إيشازيجي على موقع بوكس ريك (الإنجليزية) (registration required)
- روبيرت إيشازيجي على موقع أوليمبيديا (الإنجليزية)
- روبيرت إيشازيجي على موقع اللجنة الأولمبية المجرية (الهنغارية)